# G-molnet

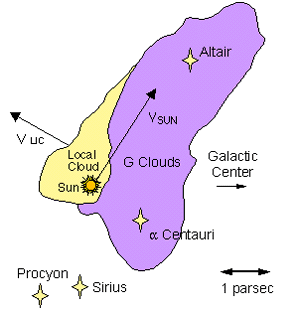
G-molnet och Lokala interstellära molnet.

G-molnet (eller G-molnskomplexet) är ett interstellärt moln som ligger granne med Lokala interstellära molnet. Solen rör sig för närvarande mot det, och det är i dag (2010) oklart om Solen är belägen inuti Lokala interstellära molnet, eller där Lokala interstellära molnet och G-molnet möts. I G-molnet finns stjärnor som Alfa Centauri, Proxima Centauri och Altair (även flera stjärnor antas finnas där).

### Fotnoter
1. ↑  http://interstellar.jpl.nasa.gov/interstellar/probe/introduction/neighborhood.html Arkiverad 21 november 2013 hämtat från the Wayback Machine., Our Local Galactic Neighborhood, NASA
2. ↑  http://www.centauri-dreams.org/?p=14203, Into the Interstellar Void, Centauri Dreams
3. ↑  ”Arkiverade kopian”. Arkiverad från originalet den 19 april 2012. https://web.archive.org/web/20120419110121/http://jila.colorado.edu/research/astrophysics/interstellar-medium. Läst 22 oktober 2012., The Interstellar Medium, 22 oktober 2012
4. ↑  http://www.igpp.ucla.edu/public/mkivelso/refs/PUBLICATIONS/Redfield%20LISM.pdf Arkiverad 11 augusti 2014 hämtat från the Wayback Machine., Physical Properties of the Local Interstellar Medium, 22 oktober 2012
5. ↑  http://iopscience.iop.org/0004-637X/593/2/868/pdf/17092.web.pdf, LOCAL INTERSTELLAR MATTER: THE APEX CLOUD, 22 oktober 2012
6. ↑  http://www.newscientist.com/blogs/shortsharpscience/2012/02/spacecraft-probes-gas-cloud-sw.html Arkiverad 24 december 2015 hämtat från the Wayback Machine., Spacecraft probes gas cloud swaddling the solar system, New Scientist, 22 oktober 2012